# Interior (Dakota del Sud)
Interior (lakota: makȟóšiča otȟúŋwahe) és una població dels Estats Units a l'estat de Dakota del Sud. Segons el cens del 2000 tenia 77 habitants. En el Cens de 2010 tenia 94 habitants i una densitat poblacional de 26,98 persones per km²

## Demografia
Segons el cens del 2000, Interior tenia 77 habitants, 35 habitatges, i 22 famílies. La densitat de població era de 22,2 habitants per km².
Dels 35 habitatges en un 20% hi vivien nens de menys de 18 anys, en un 54,3% hi vivien parelles casades, en un 5,7% dones solteres, i en un 37,1% no eren unitats familiars. En el 31,4% dels habitatges hi vivien persones soles el 14,3% de les quals corresponia a persones de 65 anys o més que vivien soles. El nombre mitjà de persones vivint en cada habitatge era de 2,2 i el nombre mitjà de persones que vivien en cada família era de 2,77.
Per edats la població es repartia de la següent manera: un 22,1% tenia menys de 18 anys, un 6,5% entre 18 i 24, un 27,3% entre 25 i 44, un 32,5% de 45 a 60 i un 11,7% 65 anys o més.
L'edat mediana era de 40 anys. Per cada 100 dones de 18 o més anys hi havia 93,5 homes.
La renda mediana per habitatge era de 31.719 $ i la renda mediana per família de 32.500 $. Els homes tenien una renda mediana d'11.250 $ mentre que les dones 21.750 $. La renda per capita de la població era de 27.247 $. Cap de les famílies i el 8,8% de la població estaven per davall del llindar de pobresa.

## Poblacions properes
El següent diagrama mostra les poblacions més properes.